# Sindoscopus australis
Sindoscopus australis is een straalvinnige vissensoort uit de familie van zandsterrenkijkers (Dactyloscopidae). De wetenschappelijke naam van de soort is voor het eerst geldig gepubliceerd in 1923 door Fowler & Bean.